# Новая Боровая

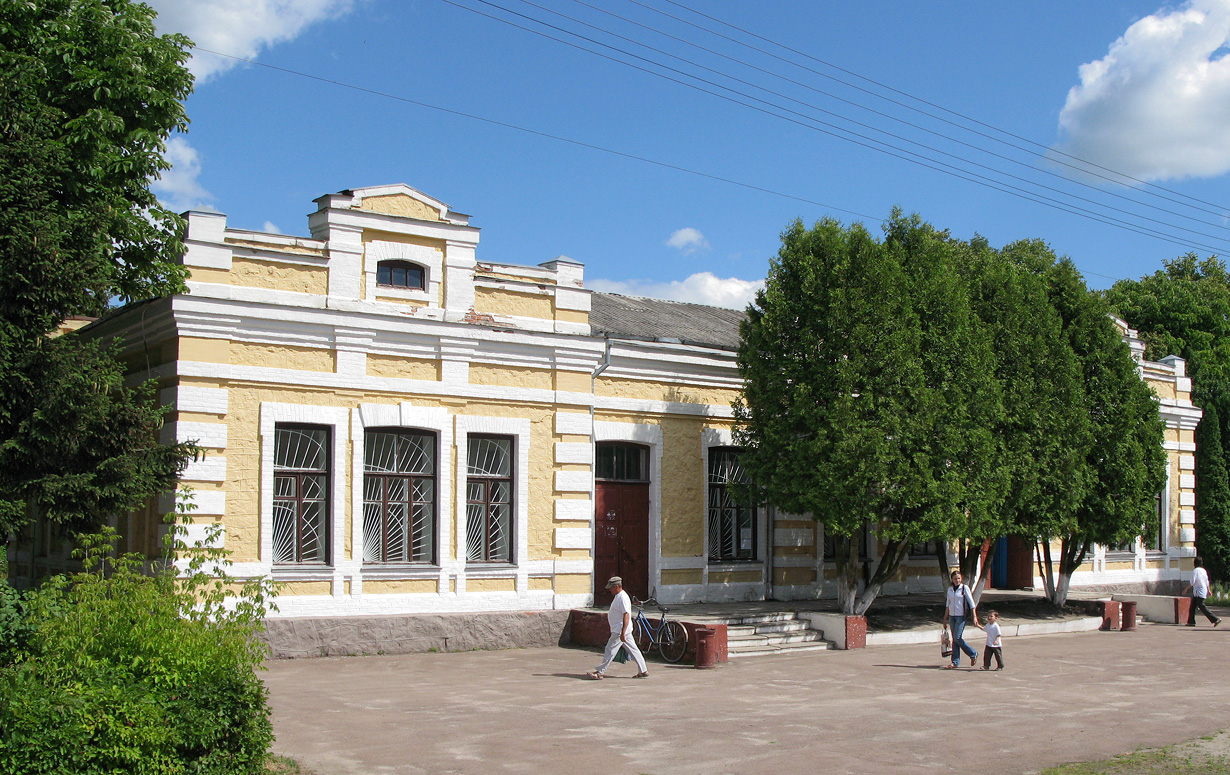
Вокзал станции Новая Боровая

Но́вая Борова́я (укр. Нова Борова) — посёлок, входит в Хорошевский район Житомирской области Украины.

## Географическое положение
Посёлок расположен на правом берегу реки Ирша, в северо-восточной части района, в 22 км от районного центра поселка Хорошев и в 55 км от областного центра — Житомира. Недалеко от посёлка расположено Иршанское водохранилище — одно из крупнейших в области.
Вблизи Новой Боровой в меридиональном направлении проходят транспортные пути: автодорога «Житомир — Выступовичи» и железная дорога «Житомир — Коростень». В посёлке находится железнодорожная станция «Новая Боровая».

## История
В 1900 году в селе насчитывалось 129 жителей и 18 домов.
В ходе Великой Отечественной войны в 1941—1943 годы село находилось под немецкой оккупацией. Многие жители посёлка защищали Родину от фашистов. Многие погибли, им был поставлен обелиск в центре посёлка, недалеко от вокзала(фото). После войны жители, воевавшие на фронтах Великой Отечественной войны, вернулись домой и восстанавливали родной посёлок.
В 1954 году село стало посёлком городского типа.

## Население
В январе 1959 года численность населения составляла 5696 человек.
В январе 1989 года численность населения составляла 6 186 человек.
На 1 января 2013 года численность населения составляла 5595 человек.

### Языковой состав
Родной язык населения по данным переписи 2001 года:
| Язык       | Численность, чел. | Доля     |
| ---------- | ----------------- | -------- |
| Украинский | 5 524             | 96,14 %  |
| Русский    | 206               | 3,59 %   |
| Другие     | 16                | 0,27 %   |
| Итого      | 5 746             | 100,00 % |

## Местный совет
12114, Житомирская обл., Хорошевский р-н, пгт Новая Боровая, ул. Ленина, 9а.